# William Hayes
William Hayes (Oxford, 26 de gener de 1708 - 27 de juliol de 1777) fou un compositor, organista i cantant anglès.
El 1731 fou nomenat organista de la catedral de Worcester, el 1734 organista i mestre de capella del Magdalencollege d'Oxford (càrrec en el qual el succeiria el seu fill Philip Hayes) i el 1742 succeí a Godson com a titular de la càtedra de música d'Oxford.
Va escriure nombroses composicions religioses i col·laborà en la Cathedral music de Boyce.